# 2-ブロモヘキサン
2-ブロモヘキサン（英語: 2-bromohexane）は、化学式が CH3CH(Br)(CH2)3CH3 の有機臭素化合物である。無色の液体。キラル化合物である。ほとんどの2-ブロモアルカンは、1-アルケンに臭化水素を付加することによって合成される。マルコフニコフ付加はフリーラジカルの非存在下で進行し、2-ブロモ誘導体を与える。